# Telephanus pallidulus
Telephanus pallidulus es una especie de coleóptero de la familia Silvanidae.

## Distribución geográfica
Habita en Cuba.